# 内村茂
内村 茂（うちむら しげる、1924年8月30日 - 2009年11月2日）は、日本の経営者。三菱製紙社長、会長を務めた。

## 経歴・人物
高知県高知市出身。1944年10月から1945年9月までに陸軍尉官として兵役に従事し、1948年に東京大学経済学部経済学科を卒業し、同年に三菱製紙に入社した。1978年6月に取締役、1979年6月に常務、1982年6月に専務を経て、1983年6月に副社長に就任し、1985年6月には社長に昇格した。1984年6月に会長を経て、2000年6月に相談役に就任。
1988年11月に藍綬褒章を受章し、1995年11月に勲三等旭日中綬章を受章した。
2009年11月2日心不全のために死去。85歳没。